# Rhynchina sigillata
Rhynchina sigillata är en fjärilsart som beskrevs av Butler 1889. Rhynchina sigillata ingår i släktet Rhynchina och familjen nattflyn. Inga underarter finns listade.